# دانشگاه فلنسبورگ
دانشگاه فلنسبورگ دانشگاهی در شهر فلنسبورگ در آلمان است.

## پیشینه تاریخی
نام این دانشگاه در ابتدا کالج آموزش بود که در سال ۱۹۴۶ تأسیس شد و بعدها به دانشگاه فلنسبورگ تغییر نام یافت. این دانشگاه ۵۰۰۰ دانشجو و ۴۰۰ کارمند دارد.

## رشته‌های دانشگاهی
- علوم طبیعی
- علوم مهندسی
- علوم انسانی
- هنر